# 郑春姬
郑春姬（1998年3月4日—），朝鲜女子举重运动员，2014年夏季青年奥运会女子53公斤级银牌得主、2017年夏季世界大运会女子69公斤级铜牌得主、2022年亚洲运动会女子76公斤级银牌得主。